# غينادي بليزنيوك
غينادي بيتروفيتش بليزنيوك (بالروسية: Близнюк, Геннадий Петрович)‏ (مواليد 30 يوليو 1980 في سفيتلاهورسك) لاعب كرة قدم بيلاروسي دولي يجيد اللعب في خط الهجوم . يلعب حاليا لصالح نادي سيبير نوفوسيبيرسك الروسي منذ 2009 .

## روابط خارجية
- غينادي بليزنيوك على موقع قاعدة بيانات كرة القدم.إي يو (الإنجليزية)
- غينادي بليزنيوك على موقع ناشيونال فوتبول تيمز (الإنجليزية)
- غينادي بليزنيوك على موقع Soccerway.com (الإنجليزية)